# ビョルン・アンドレ
ビョルン・アンドレ（Björn Andrae, 1981年5月14日 - ）は、ドイツの男子インドア・ビーチバレーボール選手。ベルリン出身。元ドイツ代表。

## 来歴
1993年、SCCベルリンのユースチームでバレーボールを始める。ブンデスリーガのVfBフリードリヒスハーフェンで2度のリーグ優勝（2001年、2002年）を経験し、2003年にイタリア・セリエAのクーネオへ移籍した。ポーランドリーグのAZSオルシュティン、ギリシャA1リーグのパナシナイコスを経て、2009年よりヴィボ・ヴァレンツィアに所属。
ドイツ代表のアウトサイドヒッターとしても活躍し、通算231試合に出場。2007年欧州選手権、2009年欧州選手権のほか、2006年世界選手権、2008年北京オリンピックに出場した。オリンピックではナショナルチームのキャプテンも務めた。
ビーチバレーでは、マルクス・ポップとペアを組み出場した2009年の国内選手権で準優勝した。

## 球歴
- オリンピック - 2008年（9位）
- 世界選手権 - 2006年（9位）
- 欧州選手権 - 2007年（5位）、2009年（6位）

## 所属クラブ
- SCCベルリン （1993-2000年）
- VfBフリードリヒスハーフェン （2000-2003年）
- ピエモンテ・バレー （2003-2005年）
- センプレ・バレー・パドヴァ （2005-2007年）
- AZSオルシュティン （2007-2008年）
- パナシナイコス （2008-2009年）
- カッリポ・ヴィボ・ヴァレンツィア （2009-2010年）
- Kuzbass Kemerovo（2010-2013年）
- ウラル・ウファ（2013-2014年）
- Kuzbass Kemerovo（2014-2015年）
- VfBフリードリヒスハーフェン（2015-2016年）
- Netzhoppers Solwo Königspark KW（2016-2018年）
- SWD Powervolleys Düren（2018-2023年）
- SV Lindow Gransee（2023-2024年）